# Jerry Herman

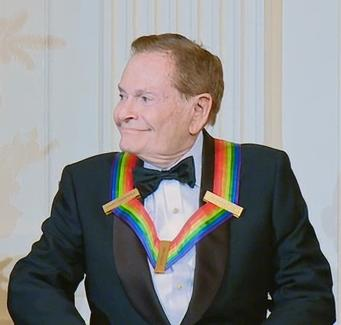
Herman in het Witte Huis in 2010

Gerald (Jerry) Herman (New York, 10 juli 1931 — Miami, 26 december 2019) was een Amerikaanse componist, bekend voor zijn werk voor Broadway-musicals. Hij schreef onder meer de muziek voor de Broadwayhits Hello, Dolly!, Mame en La Cage Aux Folles. Voor Hello, Dolly! en La Cage Aux Folles kreeg hij telkens een Tony Award. In 2009 ontving hij een speciale "Lifetime Achievement" Tony Award voor zijn gehele oeuvre. In 2010 won hij de Kennedy Center Honors.

## Werken

### Broadwaymusicals
- From A to Z (1960)
- Milk and Honey (1961) – genomineerd voor een Tony Award
- Hello, Dolly! (1964) – winnaar van Tony Award
- Ben Franklin in Paris (2 nummers) (1964)
- Mame (1966) – genomineerd voor een Tony Award
- Dear World (1969)
- Mack and Mabel (1974)
- The Grand Tour (1979) – genomineerd voor een Tony Award
- A Day in Hollywood/A Night in the Ukraine (3 nummers) (1980)
- La Cage Aux Folles (1983) – winnaar van Tony Award
- Jerry's Girls (1985)
- An Evening with Jerry Herman (1998)

### Andere shows
- I Feel Wonderful (1954)
- Nightcap (1958)
- Parade (1960)
- Madame Aphrodite (1961)
- Showtune (2003)
- Miss Spectacular (2003) - niet opgevoerd maar wel opgenomen

### Films
- Hello, Dolly! (1969)
- Mame (1974)
- Barney's Great Adventure (titelsong) (1998)

### Televisie
- Mrs. Santa Claus (1996)